# Hain-Salbei
Der Hain-Salbei oder Steppen-Salbei (Salvia nemorosa) ist eine in Mitteleuropa wild wachsende Salbeiart und gehört zu den Lippenblütlern.

## Merkmale
Der Hain-Salbei ist eine 30 bis 50 cm, selten nur 20 cm oder bis 70 cm hohe, ausdauernde Pflanze (Hemikryptophyt). Er ist ein Pfahlwurzel-Pleiokorm. Die Stängel sind oberwärts drüsenlos flaumig behaart, es gibt aber sitzende Drüsen. Gleiches gilt für die Knäuel-Tragblätter und den Kelch. Der Hain-Salbei bildet eine Halbrosette oder ist rosettenlos. Die Grundblätter sind zur Zeit der Blüte verdorrt. Die Knäuel-Tragblätter sind meistens purpurn überlaufen. Die Laubblätter sind graugrün. Die unteren Stängelblätter sind 2 bis 7 Zentimeter lang gestielt, die oberen sind mehr oder weniger sitzend. Die Blattspreite ist etwa 4 bis 8 Zentimeter lang und 1 bis 2,5 Zentimeter breit, sie ist fein und regelmäßig gekerbt und dicht netzig-runzelig.
Der Blütenstand besteht aus etwa 12 bis 24 dicht übereinanderstehenden Scheinquirlen. Die Scheinquirle sind 2- bis 12-blütig. Die Krone ist lilablau und 10 bis 15 (selten nur 8) mm lang. Die Oberlippe ist ziemlich stark gekrümmt, die herabgeschlagene Unterlippe ist dreilappig. Die Staubblätter besitzen einen Hebelmechanismus. Die Klausen sind dunkelbraun, 1,75 Millimeter lang und verschleimen bei Feuchtigkeit. Als Blütezeit wird für Deutschland Juni und Juli, für Österreich Juni bis September (Oktober) angegeben.
Die Chromosomenzahl beträgt 2n = 14.

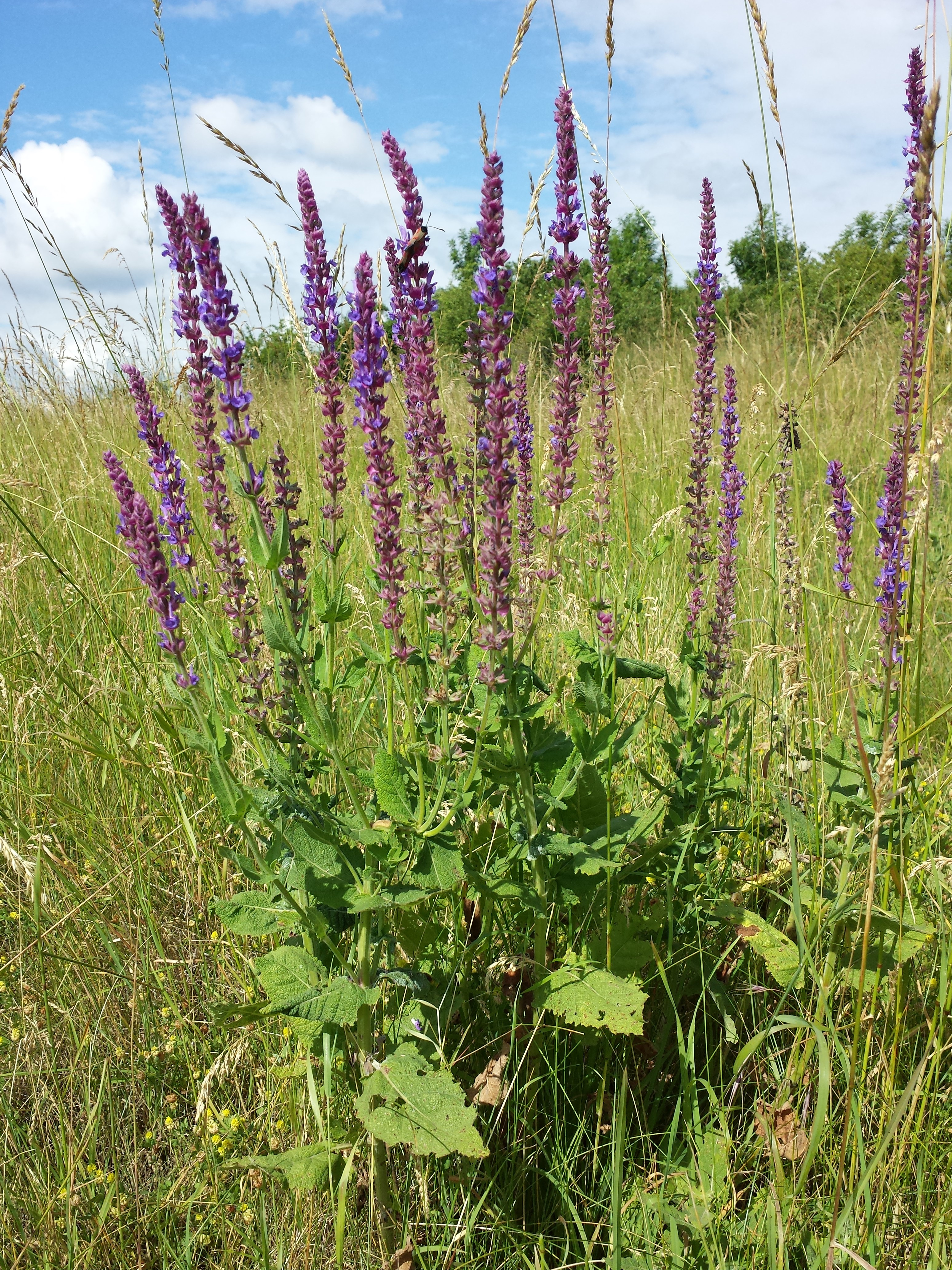
Habitus

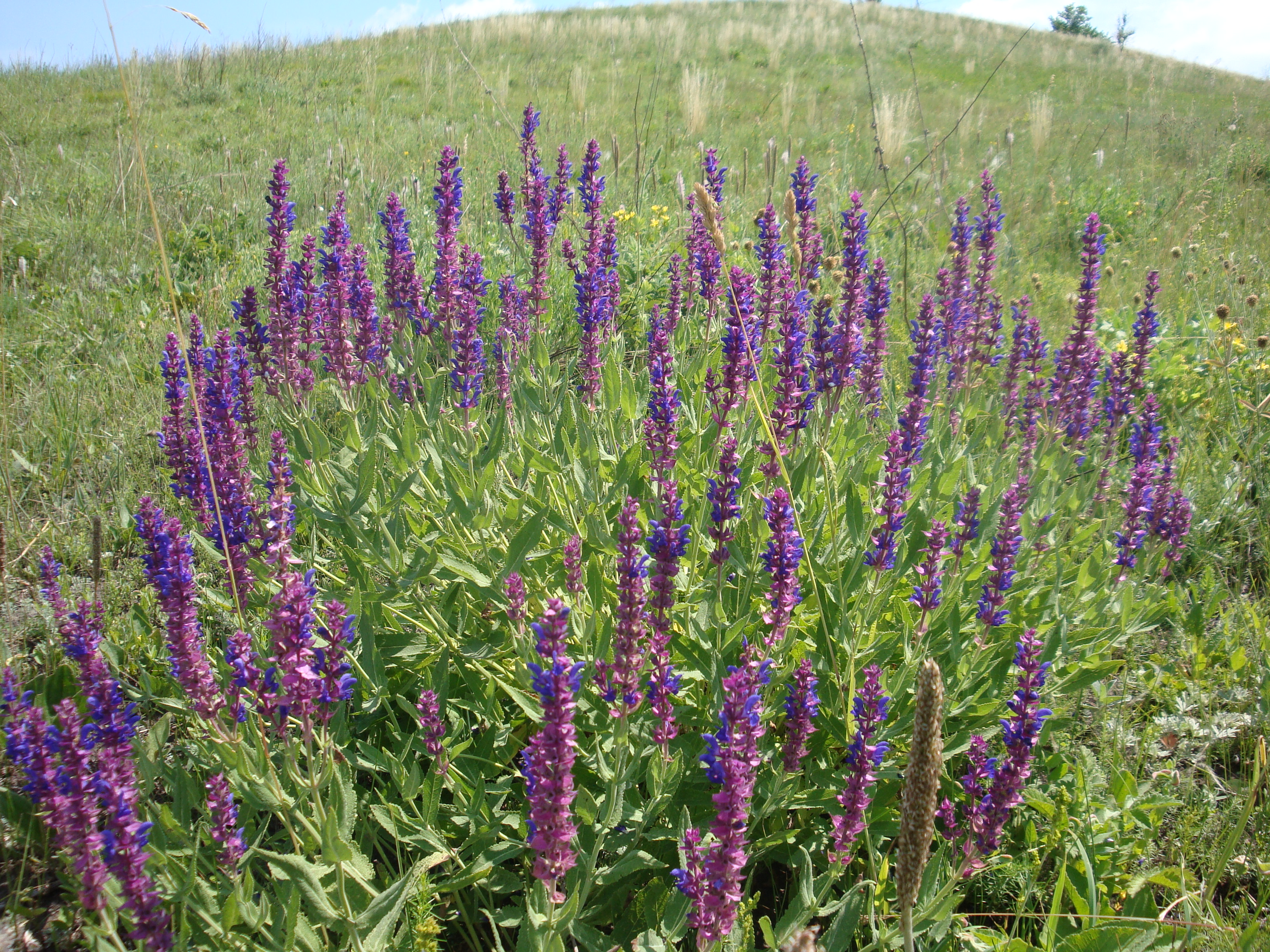
Hain-Salbei (Salvia nemorosa)

## Verbreitung und Standorte
Der Hain-Salbei kommt in Europa und Westasien vor. Er hat eine submeridionale-südtemperate Verbreitung mit den Kontinentalitätsstufen c3 bis c8 (von 10). Als Neophyt kommt er auch in den meridional-temperaten Gebieten Nordamerikas vor.
In Österreich ist der Hain-Salbei im pannonischen Gebiet (Burgenland, Wien, Niederösterreich) heimisch und kommt hier häufig vor, im übrigen Gebiet (Oberösterreich, Steiermark, Kärnten, Salzburg, Tirol) kommt er unbeständig und verschleppt vor. Er wächst auf leicht ruderal beeinflussten Halbtrockenrasen, an Wegen und Böschungen. Er ist kalkhold und kommt häufig über Löss vor. Er ist auf die colline Höhenstufe beschränkt. In Mitteleuropa kommt er vor allem in Gesellschaften des Verbands Onopordion acanthii, aber auch in Gesellschaften der Klassen Sedo-Scleranthetea oder Festuco-Brometea vor. Er steigt im Kaukasus bis 1470 Meter Meereshöhe auf.
In Deutschland fehlt er nur in Schleswig-Holstein, in den übrigen Bundesländern kommt er selten bis zerstreut vor. Die Standorte gleichen denen in Österreich.

## Systematik
Man kann folgende Unterarten unterscheiden:
- Salvia nemorosa subsp. nemorosa: Sie kommt in Europa vor.[5]
- Salvia nemorosa subsp. pseudosylvestris (Stapf) Bornm.: Sie kommt von Südosteuropa bis ins nordöstliche Afghanistan vor.[5]

Die Hybride mit dem Wiesen-Salbei (Salvia pratensis L.) ist Salvia × sylvestris L. = Salvia nemorosa × Salvia pratensis. Ihr Verbreitungsgebiet ist Europa. Die ökologischen Zeigerwerte nach Landolt et al. 2010 sind in der Schweiz für Salvia × sylvestris: Feuchtezahl F = 1+ (trocken), Lichtzahl L = 4 (hell), Reaktionszahl R = 4 (neutral bis basisch), Temperaturzahl T = 4+ (warm-kollin), Nährstoffzahl N = 4 (nährstoffreich), Kontinentalitätszahl K = 5 (kontinental).

## Belege
1. 1 2 3 4 5 6 7  
Werner Rothmaler: Exkursionsflora von Deutschland. Band 4. Gefäßpflanzen: Kritischer Band. 10. Auflage, Elsevier, München 2005, ISBN 3-8274-1496-2
2. 1 2 3  
Manfred A. Fischer, Karl Oswald, Wolfgang Adler: Exkursionsflora für Österreich, Liechtenstein und Südtirol. 3., verbesserte Auflage. Land Oberösterreich, Biologiezentrum der Oberösterreichischen Landesmuseen, Linz 2008, ISBN 978-3-85474-187-9.
3. 1 2 3 4 5 6  Gustav Hegi: Illustrierte Flora von Mitteleuropa. 1. Auflage, unveränderter Textnachdruck Band V, Teil 4. Verlag Carl Hanser, München 1964. S. 2501–2503.
4. ↑  
Erich Oberdorfer: Pflanzensoziologische Exkursionsflora für Deutschland und angrenzende Gebiete. Unter Mitarbeit von Angelika Schwabe und Theo Müller. 8., stark überarbeitete und ergänzte Auflage. Eugen Ulmer, Stuttgart (Hohenheim) 2001, ISBN 3-8001-3131-5, S. 809–810.
5. 1 2 3  Salvia nemorosa. In: POWO = Plants of the World Online von Board of Trustees of the Royal Botanic Gardens, Kew: Kew Science, abgerufen am 25. April 2020.
6. ↑  Salvia sylvestris. In: POWO = Plants of the World Online von Board of Trustees of the Royal Botanic Gardens, Kew: Kew Science, abgerufen am 25. April 2020.
7. ↑  
Salvia ×sylvestris L. In: Info Flora, dem nationalen Daten- und Informationszentrum der Schweizer Flora. Abgerufen am 9. Februar 2023.